# Вивијан Шмит
Вивијан Шмит (а среће се и), можда рођена као Ана Болика (пољ. Anna Bolika), 31. марта 1978. у Бидгошчу у Пољској, немачка је порнографска глумица пољског порекла.

## Каријера
Плавуша Вивијан добила је Венерину награду за „Најбољу придошлицу” (Best Newcomer) 2004. године. Вивијан одрађује класичан секс, букаке, анални секс, фистинг и двоструку пенетрацију. 2009. године глумила је у свом првом мејнстрим филму, Unrated, у режији немачких подземних хорор икона Тима Роза (Timo Rose) и Андреаса Шнаса (Andreas Schnaas).

## Награде
| Година | награда          | Категорија              | Филм |
| ------ | ---------------- | ----------------------- | ---- |
| 2004   | Venus Award      | најбоља млада глумица   | Н/Д  |
| 2005   | Eroticline Award | најбоља немачка глумица | Н/Д  |
| 2006   | Eroticline Award | најбоља немачка глумица | Н/Д  |
| 2007   | Eroticline Award | најбољи наступ уживо    | Н/Д  |
| 2009   | Erotixxx Award   | најбоља немачка глумица | Н/Д  |
| 2010   | Venus Award      | најбоља глумица         | Н/Д  |

## Филмографија

### серија Вивијан Шмит
- Porno-Report (2002)
- Pure Lust (2004)
- Tierisch Heiss (2004)
- Exzessives Wochenende (2004)
- Blonde Sünde (2004)
- Gierige Lippen (2005)
- Unersättlich (2005)
- Ein Schwanz ist mir nicht genug (2005)
- Extreme Begierde (2005)
- Von Lust getrieben (2006)
- Der Hacker (2006)
- Schwanz Fieber (2006)
- Feuchte Träume (2006)
- Eingelocht (2006)
- Heisse Ware (2006)
- Fickfieber (2007)
- Männerträume (2007)
- Im Haus der Lust (2007)
- Ladies Night (2007)
- Jetzt wird's hart (2007)
- Fick mit mir! (2007) (Virtual Sex with …)
- Extrem gefickt - 24 Stunden geil (2008)
- Die Behandlung (2008)
- Männer-Träume (2008)
- Heiße Schenkel (2008)
- Im Rausch der Lust (2008)
- Allein mit Glenn (2008)
- Der Männerstrich (2008)
- Feuchte Lippen (2008)
- Fotzen-Dressur (2009)
- Willige Stuten Der Goldene Käfig (2009)
- 33 cm… Das Monster im Arsch! (2009, са бразилском глумицом Кид Бенгала)[3]
- Lust & Leidenschaft (2009)
- Ekstase (2009)
- 24 Stunden Geil
- Orgasmus Fieber (2009)
- Blonde Biester (2009)
- Transen-Lust (2010)
- Lust Exzesse (2010)

### специјали од 120 минута
- Geil ohne Grenzen (2005)
- Ekstase ohne Ende (2005)

### специјали
- Das bin ich (1)
- Das bin ich (2)
- Das bin ich (3)

### издвојено из осталих
- Die verfickte Praxis (2002)
- Die Einflussnahme (2003)
- Blonde Versuchung (2004)
- Ein Haus voll geiler Schlampen (2004)
- Heiße Schenkel (2008)

### још филмова
- 2009: Unrated: The Movie
- 2011: Gegengerade – 20359 St. Pauli